# Poecilochroa perversa
Poecilochroa perversa är en spindelart som beskrevs av Simon 1914. Poecilochroa perversa ingår i släktet Poecilochroa och familjen plattbuksspindlar.
Artens utbredningsområde är Frankrike. Inga underarter finns listade i Catalogue of Life.